# Арно Тетяна
Тетяна Арно (справжнє ім'я Тетяна Вікторівна Шешукова; нар. 7 листопада 1981, Москва) — російська телеведуча, журналістка і ведуча програми «Розіграш» з Валдісом Пельшем на «Першому каналі» (2003—2012).

## Життєпис
Народилася 7 листопада 1981 року в Москві. 
Її мати наполовину естонка за національністю і, прийшовши на Перший канал, Тетяна взяла її дошлюбне прізвище Арно. У неї є старша сестра Юлія (нар. у 1971 році). Тетяна Арно закінчила факультет німецької мови ІМЛУ (Ін'язу імені Моріса Тореза), за спеціальністю «лінгвістика міжкультурних комунікацій».

## Робота на телебаченні
- З вересня 2001 по серпень 2003 рр. Вела програму «Афіша» на телеканалах НТВ, РТР і СТС як Тетяна Шешукова[1].
- Разом з Валдісом Пельшем була ведучою програми «Розіграш» з 20 вересня 2003 року по 29 квітня 2012 року («Перший канал»)[3].
- Одна з ведучих програми «Велике місто» на каналі СТС з 7 листопада по 26 грудня 2009 року[4].
- З 6 листопада 2010 року по 28 серпня 2011 року разом з Леонідом Парфьоновим вела програму «Які наші роки» («Перший канал»)[5].
- З кінця 2011 року працювала штатною ведучою телеканалу «Дождь», вела інформаційну програму «Тут і зараз» та деякі інші передачі. В грудні 2014 року оголосила, що залишає канал, що не було пов'язано з фінансовими проблемами телекомпанії[6].
- З 6 березня по 28 серпня 2016 року була ведучою реаліті-шоу про стилі «Нове життя» на СТС[7].
- У грудні 2016 року відновила роботу на телеканалі «Дождь» на попередніх посадах[8], пропрацювала там аж до кінця 2017 року.
- З 11 вересня 2017 року — головна редакторка інтернет-видання «Пліткар.ру»[9].

## Громадська позиція
У жовтні 2008 року підписала відкритий лист-звернення на захист і підтримку звільнення юристки нафтової компанії ЮКОС Світлани Бахміної.

## Благодійність
Тетяна Арно входить до опікунської ради московського благодійного фонду допомоги хоспісу «Віра».

## Особисте життя
У лютому 2011 року Тетяна Арно одружилася з петербурзьким музикантом і журналістом Кирилом Івановим.

## Визнання
У 2007 році чоловічий журнал MAXIM в листопадовому номері в рейтингу найсексуальніших жінок Росії 2007 року помістив телеведучу Тетяну Арно на 5-е місце.